# Yusuke Sato
Yusuke Sato (佐藤 悠介 Satō Yūsuke?, nacido el 2 de noviembre de 1977 en Kitamoto, Saitama) es un exfutbolista japonés. Jugaba de centrocampista y su último club fue el Tochigi SC de Japón.

## Trayectoria

### Clubes
| Club                 | País  | Año         |
| -------------------- | ----- | ----------- |
| Nagoya Grampus Eight | Japón | 1996 - 1997 |
| Vissel Kobe          | Japón | 1998 - 1999 |
| Omiya Ardija         | Japón | 2000        |
| Montedio Yamagata    | Japón | 2001 - 2002 |
| Cerezo Osaka         | Japón | 2003 - 2004 |
| Shonan Bellmare      | Japón | 2005 - 2006 |
| Tokyo Verdy          | Japón | 2007        |
| Tochigi SC           | Japón | 2008 - 2010 |